# Dimick Peaks
Dimick Peaks är en bergstopp i Antarktis. Den ligger i Östantarktis. Nya Zeeland gör anspråk på området. Toppen på Dimick Peaks är 1 495 meter över havet.
Terrängen runt Dimick Peaks är varierad. Trakten är obefolkad. Det finns inga samhällen i närheten.